# Coupe d'Afrique de rugby à XV 2006
Navigation
Coupe d'Afrique 2005 Coupe d'Afrique 2007
La coupe d'Afrique de rugby 2006 est une compétition organisée par la Confédération africaine de rugby qui oppose les 12 meilleures nations africaines. Cette compétition remplace le Top 9 de 2005, le Cameroun, le Sénégal et la Zambie sont les nouveaux venus. Les résultats des poules A et B sont pris en compte pour les qualifications à la Coupe du monde de rugby 2007 en France.

## Participants
| Rang RA | Rang WR | Équipe         | Participation (Pre) | Meilleur résultat      |
| ------- | ------- | -------------- | ------------------- | ---------------------- |
| -       | 2       | Afrique du Sud | 4e (2000)           | Vainqueur (2000, 2001) |
| 1       | 21      | Maroc          | 7e (2000)           | Vainqueur (2003, 2005) |
| 2       | 25      | Namibie        | 7e (2000)           | Vainqueur (2002, 2004) |
| 3       | 34      | Tunisie        | 6e (2000)           | Finaliste (2002)       |
| 4       | 38      | Kenya          | 4e (2003)           |                        |
| 5       | 40      | Côte d'Ivoire  | 6e (2001)           |                        |
| 6       | 44      | Madagascar     | 5e (2002)           | Finaliste (2005)       |
| 7       | 46      | Zimbabwe       | 7e (2000)           |                        |
| 8       | 62      | Ouganda        | 4e (2003)           |                        |
| 9       | 65      | Sénégal        | 1er (2006)          |                        |
| 10      | 73      | Zambie         | 2e (2004)           |                        |
| 11      | 79      | Cameroun       | 2e (2004)           |                        |

| Poule A - Namibie - Tunisie - Kenya | Poule B - Maroc - Côte d'Ivoire - Ouganda | Poule C - Afrique du Sud - Amateurs - Cameroun - Sénégal | Poule D - Zimbabwe - Madagascar - Zambie |

Les poules A et B se jouent en matchs aller/retour, les vainqueurs jouent une demi-finale en aller/retour également. Les poules C et D se jouent en match unique.

## Premier tour

### Poule A
| Rang | Nation  | J | V | N | D | Pm | Pe | Diff | Pts |
| ---- | ------- | - | - | - | - | -- | -- | ---- | --- |
| 1    | Namibie | 4 | 2 | 0 | 2 | 0  | 0  | 0    | 8   |
| 2    | Tunisie | 4 | 2 | 0 | 2 | 0  | 0  | 0    | 8   |
| 3    | Kenya   | 4 | 2 | 0 | 2 | 0  | 0  | 0    | 8   |

|  | Qualifié pour la phase finale (no 1). |
|  | Pts, points; J, matchs joués; V, victoires ; N, match nuls ; D, défaites ; PP, points pour ; PC, points contre ; Diff, différence de points. |

### Détails des résultats
| 27 mai 2006 | Namibie | 84 - 12 | Kenya | Windhoek |
| 27 mai 2006 |         |         |       | Windhoek |
| 27 mai 2006 |         |         |       | Windhoek |

| 10 juin 2006 | Kenya | 25 - 21 | Tunisie | Nairobi |
| 10 juin 2006 |       |         |         | Nairobi |
| 10 juin 2006 |       |         |         | Nairobi |

| 1er juillet 2006 | Tunisie | 24 - 7 | Namibie | Tunis |
| 1er juillet 2006 |         |        |         | Tunis |
| 1er juillet 2006 |         |        |         | Tunis |

| 9 septembre 2006 | Kenya | 30 - 26 | Namibie | Nairobi |
| 9 septembre 2006 |       |         |         | Nairobi |
| 9 septembre 2006 |       |         |         | Nairobi |

| 23 septembre 2006 | Tunisie | 31 - 12 | Kenya | Tunis |
| 23 septembre 2006 |         |         |       | Tunis |
| 23 septembre 2006 |         |         |       | Tunis |

| 7 octobre 2006 | Namibie | 23 - 15 | Tunisie | Windhoek |
| 7 octobre 2006 |         |         |         | Windhoek |
| 7 octobre 2006 |         |         |         | Windhoek |

### Poule B
| Rang | Nation        | J | V | N | D | Pm | Pe | Diff | Pts |
| ---- | ------------- | - | - | - | - | -- | -- | ---- | --- |
| 1    | Maroc         | 4 | 3 | 1 | 0 | 0  | 0  | 0    | 11  |
| 2    | Côte d'Ivoire | 4 | 1 | 1 | 2 | 0  | 0  | 0    | 7   |
| 3    | Ouganda       | 4 | 1 | 0 | 3 | 0  | 0  | 0    | 6   |

|  | Qualifié pour la phase finale (no 1). |
|  | Pts, points; J, matchs joués; V, victoires ; N, match nuls ; D, défaites ; PP, points pour ; PC, points contre ; Diff, différence de points. |

### Détails des résultats
| 3 juin 2006 | Maroc | 36 - 3 | Ouganda | Casablanca |
| 3 juin 2006 |       |        |         | Casablanca |
| 3 juin 2006 |       |        |         | Casablanca |

| 17 juin 2006 | Côte d'Ivoire | 9 - 9 | Maroc | Abidjan |
| 17 juin 2006 |               |       |       | Abidjan |
| 17 juin 2006 |               |       |       | Abidjan |

| 1er juillet 2006 | Ouganda | 30 - 7 | Côte d'Ivoire | Kampala |
| 1er juillet 2006 |         |        |               | Kampala |
| 1er juillet 2006 |         |        |               | Kampala |

| 9 septembre 2006 | Ouganda | 3 - 5 | Maroc | Kampala |
| 9 septembre 2006 |         |       |       | Kampala |
| 9 septembre 2006 |         |       |       | Kampala |

| 23 septembre 2006 | Côte d'Ivoire | 18 - 7 | Ouganda | Abidjan |
| 23 septembre 2006 |               |        |         | Abidjan |
| 23 septembre 2006 |               |        |         | Abidjan |

| 7 octobre 2006 | Maroc | 23 - 7 | Côte d'Ivoire | Casablanca |
| 7 octobre 2006 |       |        |               | Casablanca |
| 7 octobre 2006 |       |        |               | Casablanca |

### Poule C
| Rang | Nation         | J | V | N | D | Pm | Pe | Diff | Pts |
| ---- | -------------- | - | - | - | - | -- | -- | ---- | --- |
| 1    | Afrique du Sud | 2 | 2 | 0 | 0 | 0  | 0  | 0    | 6   |
| 2    | Sénégal        | 2 | 1 | 0 | 1 | 0  | 0  | 0    | 4   |
| 3    | Cameroun       | 2 | 0 | 0 | 2 | 0  | 0  | 0    | 2   |

|  | Qualifié pour la finale (no 1). |

### Détails des résultats
| 8 avril 2006 | Sénégal | 20 - 16 | Cameroun | Dakar |
| 8 avril 2006 |         |         |          | Dakar |
| 8 avril 2006 |         |         |          | Dakar |

| 10 juin 2006 | Afrique du Sud - Amateurs | 84 - 5 | Sénégal | Durban |
| 10 juin 2006 |                           |        |         | Durban |
| 10 juin 2006 |                           |        |         | Durban |

| 1er juillet 2006 | Cameroun | 9 - 30 | Afrique du Sud - Amateurs | Douala |
| 1er juillet 2006 |          |        |                           | Douala |
| 1er juillet 2006 |          |        |                           | Douala |

### Poule D
| Rang | Nation     | J | V | N | D | Pm | Pe | Diff | Pts |
| ---- | ---------- | - | - | - | - | -- | -- | ---- | --- |
| 1    | Madagascar | 2 | 1 | 1 | 0 | 0  | 0  | 0    | 5   |
| 2    | Zambie     | 2 | 1 | 0 | 1 | 0  | 0  | 0    | 4   |
| 3    | Zimbabwe   | 2 | 0 | 1 | 1 | 0  | 0  | 0    | 3   |

|  | Qualifié pour la finale (no 1). |

### Détails des résultats
| 12 août 2006 | Zimbabwe | 22 - 22 | Madagascar | Bulawayo |
| 12 août 2006 |          |         |            | Bulawayo |
| 12 août 2006 |          |         |            | Bulawayo |

| 26 août 2006 | Madagascar | 59 - 18 | Zambie | Antananarivo |
| 26 août 2006 |            |         |        | Antananarivo |
| 26 août 2006 |            |         |        | Antananarivo |

| 16 septembre 2006 | Zambie | 14 - 10 | Zimbabwe | Lusaka |
| 16 septembre 2006 |        |         |          | Lusaka |
| 16 septembre 2006 |        |         |          | Lusaka |

## Phase finale
Madagascar est forfait pour la demi-finale retour.
|  | Demi-finales                                           | Demi-finales                                     |         |          | Finale                     | Finale                     |
|  | Demi-finales                                           | Demi-finales                                     |         |          | Finale                     | Finale                     |
|  |                                                        |                                                  |         |          |                            |                            |
|  | 8 octobre à Johannesbourg et 2006 à Antananarivo       | 8 octobre à Johannesbourg et 2006 à Antananarivo |         |          | 2 décembre 2006 à Windhoek | 2 décembre 2006 à Windhoek |
|  | 8 octobre à Johannesbourg et 2006 à Antananarivo       | 8 octobre à Johannesbourg et 2006 à Antananarivo |         |          | 2 décembre 2006 à Windhoek | 2 décembre 2006 à Windhoek |
|  | Afrique du Sud - Amateurs                              | 48 \| -                                          |         |          | 2 décembre 2006 à Windhoek | 2 décembre 2006 à Windhoek |
|  | Afrique du Sud - Amateurs                              | 48 \| -                                          |         |          | 2 décembre 2006 à Windhoek | 2 décembre 2006 à Windhoek |
|  | Madagascar                                             | 6 \| -                                           |         |          | 2 décembre 2006 à Windhoek | 2 décembre 2006 à Windhoek |
|  | Madagascar                                             | 6 \| -                                           | Namibie | 27       |                            |                            |
|  | 28 octobre à Windhoek et 11 novembre 2006 à Casablanca |                                                  | Namibie | 27       |                            |                            |
|  |                                                        | Afrique du Sud - Amateurs                        | 29      |          |                            |                            |
|  | Namibie                                                | Afrique du Sud - Amateurs                        | 29      | 25 \| 27 |                            |                            |
|  | Namibie                                                |                                                  |         | 25 \| 27 |                            |                            |
|  | Maroc                                                  | 7 \| 8                                           |         |          |                            |                            |
|  | Maroc                                                  | 7 \| 8                                           |         |          |                            |                            |

### Finale
| 2 décembre 2006 | Namibie | 27 – 29 | Afrique du Sud - Amateurs | Windhoek |
| 2 décembre 2006 |         |         |                           | Windhoek |
| 2 décembre 2006 |         |         |                           | Windhoek |